# Igual que ayer
Igual que ayer es el sexto álbum de estudio del grupo de rock argentino Enanitos Verdes, que salió al mercado en el año 1992 bajo el sello EMI.

## Detalles
Este trabajo marcó la reunión de la banda después de varios años, durante los cuales Marciano Cantero se dedicó a su carrera como solista.
Para este álbum se sumó el tecladista Eduardo Lalanne, quien incluso figuró en la tapa del álbum junto a Cantero, Staiti y Piccolo. Andrés Calamaro, productor del disco, participó haciendo coros y tocando instrumentos en todos los temas del álbum.

## Lista de canciones
| Igual que ayer | |                         |          |  |
| N.º            | Título | Escritor(es)            | Duración |  |
| 1.             | «Igual que ayer (necesito tu amor)»                                                                                               | (Marciano Cantero)      | 4:48     |  |
| 2.             | «Blancoazul» (coros adicionales Miguel Krochik y Manuel Wirtz)                                                                    | (Marciano Cantero)      | 3:58     |  |
| 3.             | «No llores por su amor» (coros adicionales Rubén Goldín, mezcla Julio Presas)                                                     | (Marciano Cantero)      | 4:37     |  |
| 4.             | «Fiesta sin invitación» (coros adicionales:Manuel Wirtz, saxo: Pablo Rodríguez, trombón: B B. Ferreira, trompeta: M.A.Tallarita.) | (Marciano Cantero)      | 4:17     |  |
| 5.             | «El temor» | (Felipe Staiti/Cantero) | 4:18     |  |
| 6.             | «Amigos» (piano y voz Alejandro Lerner)                                                                                           | (Marciano Cantero)      | 2:56     |  |
| 7.             | «Era un ángel» | (Marciano Cantero)      | 3:34     |  |
| 8.             | «La luz de tu mirar» (piano Alejandro Lerner)                                                                                     | (Cantero/Staiti)        | 5:00     |  |
| 9.             | «Jurarás» | (Staiti/Michel Sokol)   | 4:07     |  |
| 10.            | «Polizonte» (coros adicionales:Rubén Goldín)                                                                                      | (Marciano Cantero)      | 3:15     |  |
| 11.            | «Siglos de amor» (trombón: B B Ferreira, voz: León Gieco)                                                                         | (Marciano Cantero)      | 4:45     |  |
| 12.            | «Señor disc jockey» | (Marciano Cantero)      | 3:57     |  |
| 13.            | «Igual que ayer» (reprise) | (Marciano Cantero)      | 0:17     |  |
| 14.            | «Era un ángel» (sin piano) | (Marciano Cantero)      | 3:33     |  |